# Myrrhis gracilis
Myrrhis gracilis är en flockblommig växtart som beskrevs av Spreng.. Myrrhis gracilis ingår i släktet spanskkörvlar, och familjen flockblommiga växter. Inga underarter finns listade i Catalogue of Life.